# Molise Sauvignon
Il Molise Sauvignon è un vino DOC la cui produzione è consentita nelle province di Campobasso e Isernia.

## Caratteristiche organolettiche
- colore: bianco paglierino, più o meno carico
- odore: delicato, gradevole, caratteristico
- sapore: secco, morbido, moderatamente vellutato

## Produzione
Provincia, stagione, volume in ettolitri
- nessun dato disponibile